# Стрибки у воду на літніх Олімпійських іграх 1996
Змагання зі стрибків у воду на літніх Олімпійських іграх 1996 в Атланті тривали з 26 липня до 2 серпня в Центрі водних видів спорту Джорджия-Тек. Розіграно 4 комплекти нагород. Змагалися 122 стрибуни та стрибунки у воду з 39-ти країн.

## Медальний залік

### Чоловіки
| Дисципліна    | Золото              | Срібло           | Бронза           |
| ------------- | ------------------- | ---------------- | ---------------- |
| Трамплін, 3 м | Сюн Ні (CHN)        | Чжочен Юй (CHN)  | Марк Лензі (USA) |
| Вишка, 10 м   | Дмитро Саутін (RUS) | Ян Гемпель (GER) | Сяо Хайлян (CHN) |

### Жінки
| Дисципліна    | Золото         | Срібло               | Бронза                 |
| ------------- | -------------- | -------------------- | ---------------------- |
| Трамплін, 3 м | Фу Мінся (CHN) | Ірина Лашко (RUS)    | Анні Пеллетьє (CAN)    |
| Вишка, 10 м   | Фу Мінся (CHN) | Анніка Вальтер (GER) | Мері Еллен Кларк (USA) |

## Таблиця медалей
| Місце               | Країна              | Золото | Срібло | Бронза | Загалом |
| ------------------- | ------------------- | ------ | ------ | ------ | ------- |
| 1                   | Китай (CHN)         | 3      | 1      | 1      | 5       |
| 2                   | Росія (RUS)         | 1      | 1      | 0      | 2       |
| 3                   | Німеччина (GER)     | 0      | 2      | 0      | 2       |
| 4                   | США (USA)           | 0      | 0      | 2      | 2       |
| 5                   | Канада (CAN)        | 0      | 0      | 1      | 1       |
| Загалом (5 збірних) | Загалом (5 збірних) | 4      | 4      | 4      | 12      |

## Країни-учасниці
Список країн, чиї спортсмени взяли участь в Іграх. У дужках - кількість учасників від кожної країни.
- Вірменія  (2)
- Австралія  (7)
- Австрія  (2)
- Азербайджан  (1)
- Білорусь  (5)
- Болівія  (1)
- Болгарія  (1)
- Канада  (6)
- Китай  (7)
- Китайський Тайбей  (2)
- Коста-Рика  (1)
- Франція  (1)
- Грузія  (2)
- Німеччина  (7)
- Велика Британія  (5)
- Греція  (1)
- Гонконг  (1)
- Угорщина  (2)
- Італія  (2)
- Японія  (3)
- Казахстан  (5)
- Кувейт  (2)
- Мексика  (5)
- Північна Корея  (3)
- Пуерто-Рико  (2)
- Румунія  (3)
- Росія  (7)
- Південна Корея  (4)
- Іспанія  (5)
- Шрі-Ланка  (1)
- Швеція  (3)
- Швейцарія  (1)
- Таджикистан  (2)
- Таїланд  (2)
- Україна  (6)
- США  (8)
- Уругвай  (1)
- Венесуела  (1)
- Югославія  (2)
- Зімбабве  (1)